# Laurens van den Acker
Laurens van den Acker (Deurne, 5 settembre 1965) è un designer olandese.

## Biografia

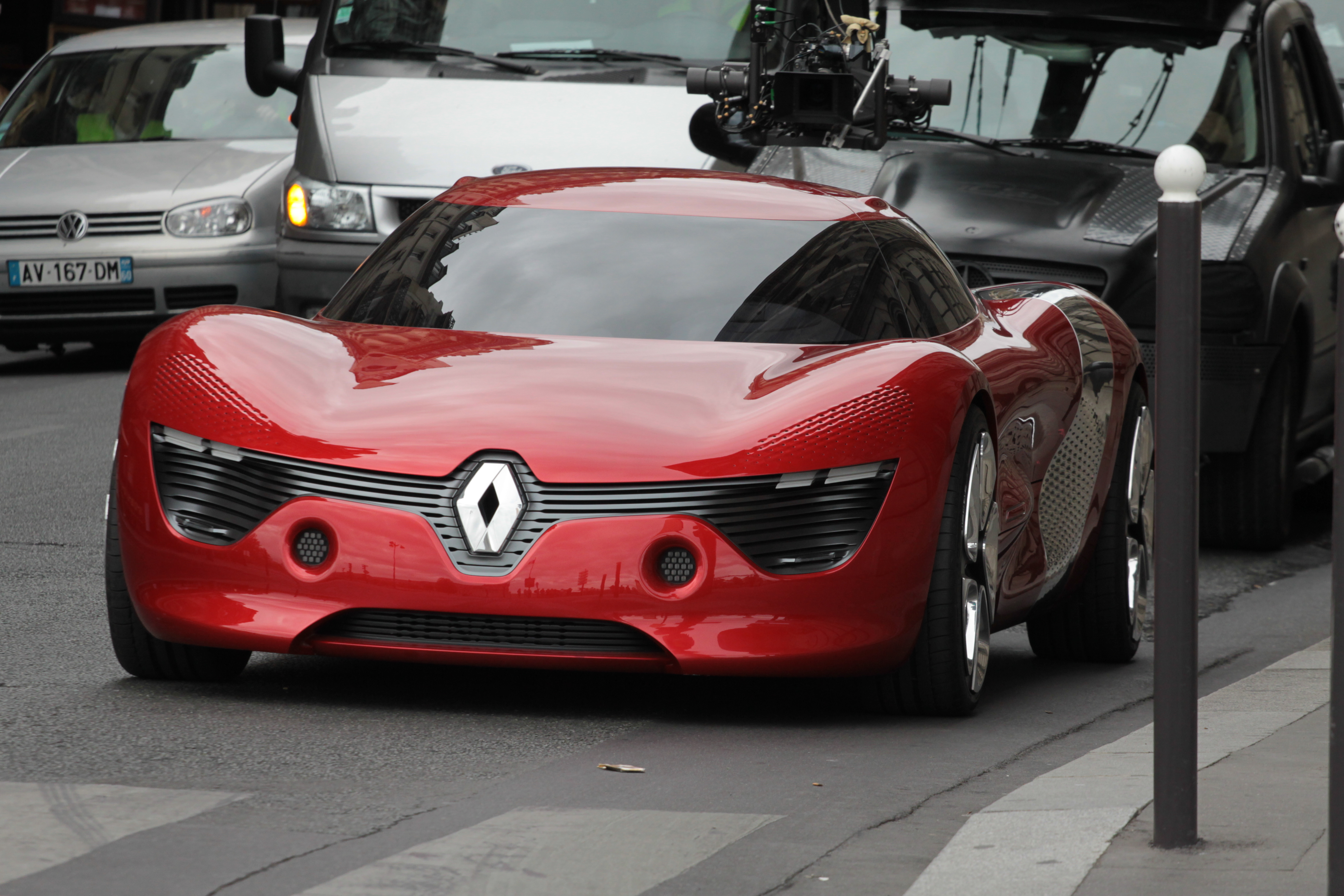
Renault DeZir

Figlio di un architetto, fin da piccolo, si appassionò agli schizzi eseguiti per lavoro dal padre nel suo studio, ma soprattutto gli erano più interessanti le automobili e così, durante gli anni della scuola dell'obbligo e degli studi superiori, cercò di imparare a disegnare autovetture copiandole da alcune riviste specializzate.

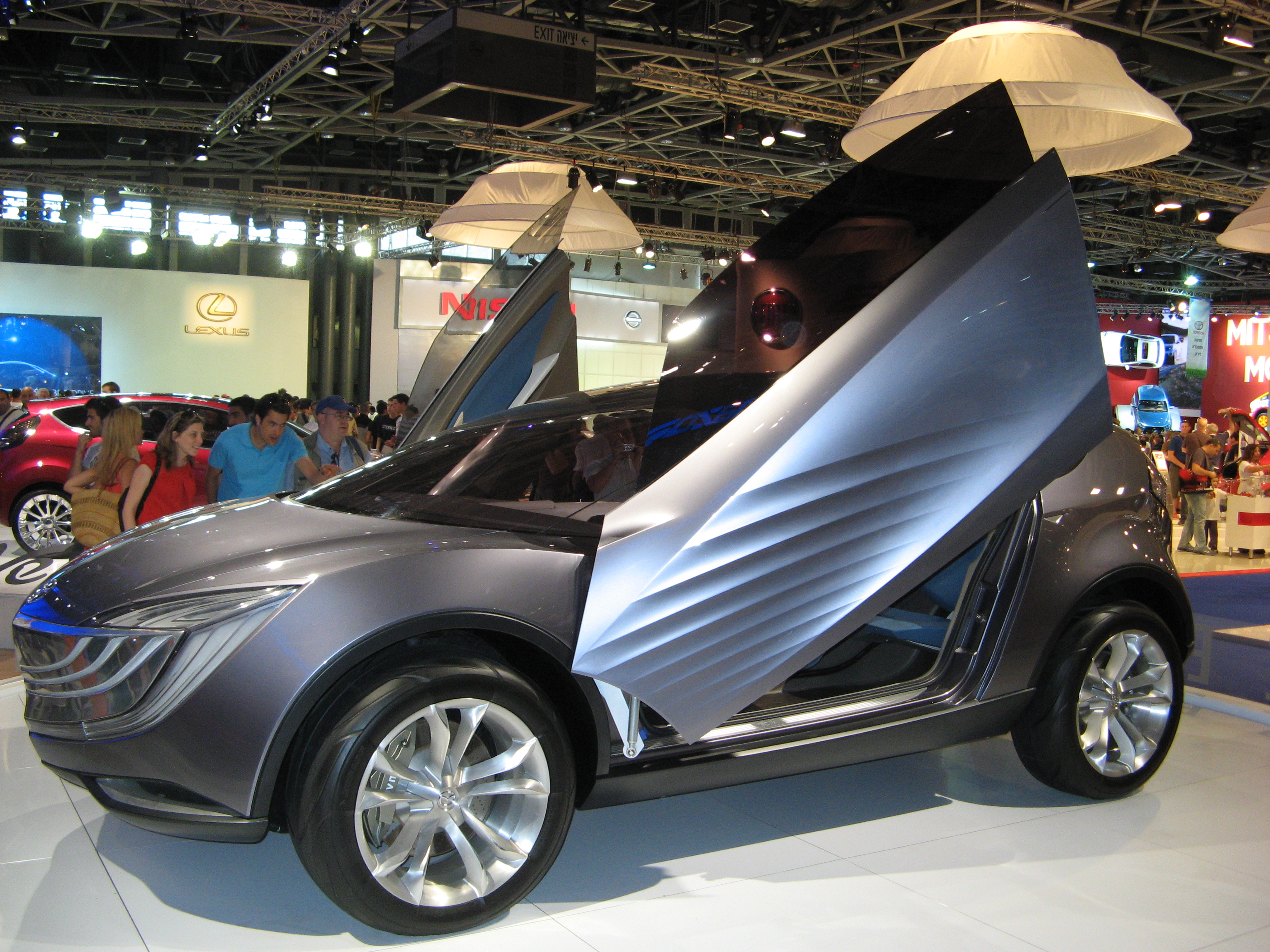
Mazda Hakaze Concept

Studiò al politecnico di Delft, dove riuscì a conseguire la laurea ed un master in ingegneria alla facoltà di Design Industriale.
La sua carriera vera e propria cominciò nel 1990, quando trovò un impiego in Italia, alla Design Systems di Torino, una piccola azienda di design che aveva appena ricevuto da Romano Artioli, all'epoca patron della Bugatti, l'incarico di disegnare gli interni della EB110.

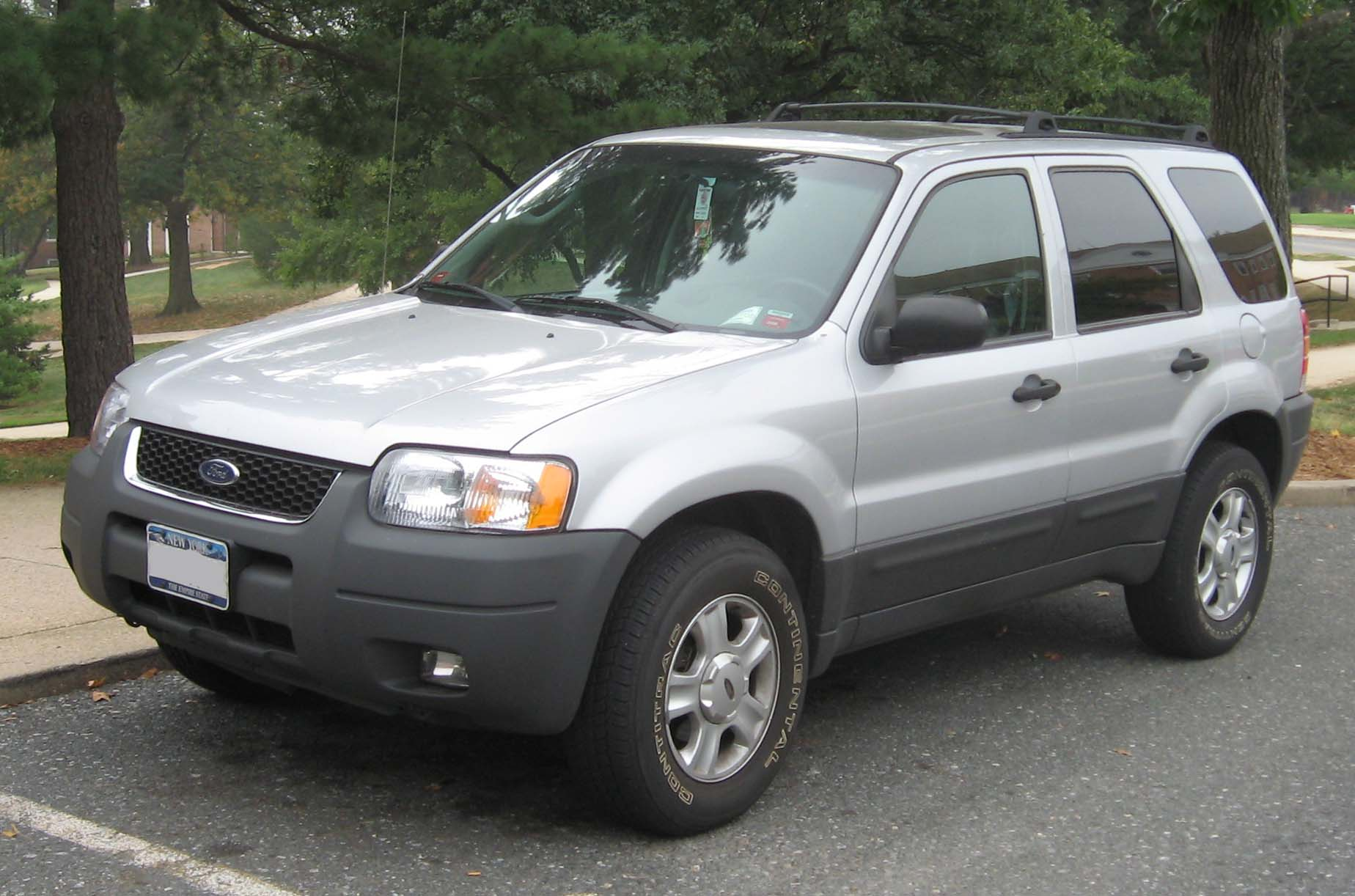
Ford Escape, prima autovettura per il cui disegno van den Acker ha rivestito un ruolo di responsabilità

Nel 1993 si trasferì ad Ingolstadt, in Germania, dove lavorò come designer di esterni per l'Audi.
Nel 1998, van den Acker entrò nelle file della Ford, dove contribuì allo sviluppo e alla realizzazione di diversi modelli, soprattutto concept, ma anche di modelli di serie, come la Ford Escape, per la cui realizzazione venne nominato capo designer.
Nel 2006 si trasferì in Giappone, dove entrò alla Mazda in qualità di responsabile globale del design.
Il 15 maggio 2009, entra alla Renault, dove a partire dal mese di settembre verrà nominato vice presidente di Renault Corporate Design al posto di Patrick Le Quément, il quale andrà in pensione.
A partire dal 2010, crea sei concept car, ciascuna abbinata a un petalo di un fiore a simboleggiare i vari passaggi del ciclo della vita: amore, scoperta, famiglia, lavoro, tempo libero e fase della saggezza; DeZir per "amore", Captur per "scoperta", R-Space per "famiglia", Frendzy per "lavoro", Twin'run per "tempo libero" e Initiale Paris per "saggezza".
Nel 2016 inaugura la sua seconda catena a petalo di sei concept car, che inizia con la Renault TreZor, e termina con la Renault Symboiz del 2017: TreZor per "amore",Kwid per "scoperta", ZOE e Sport per "famiglia", Alaskan per "lavoro", Visione R.S. 2027 per "tempo libero" e Symbioz per "saggezza".

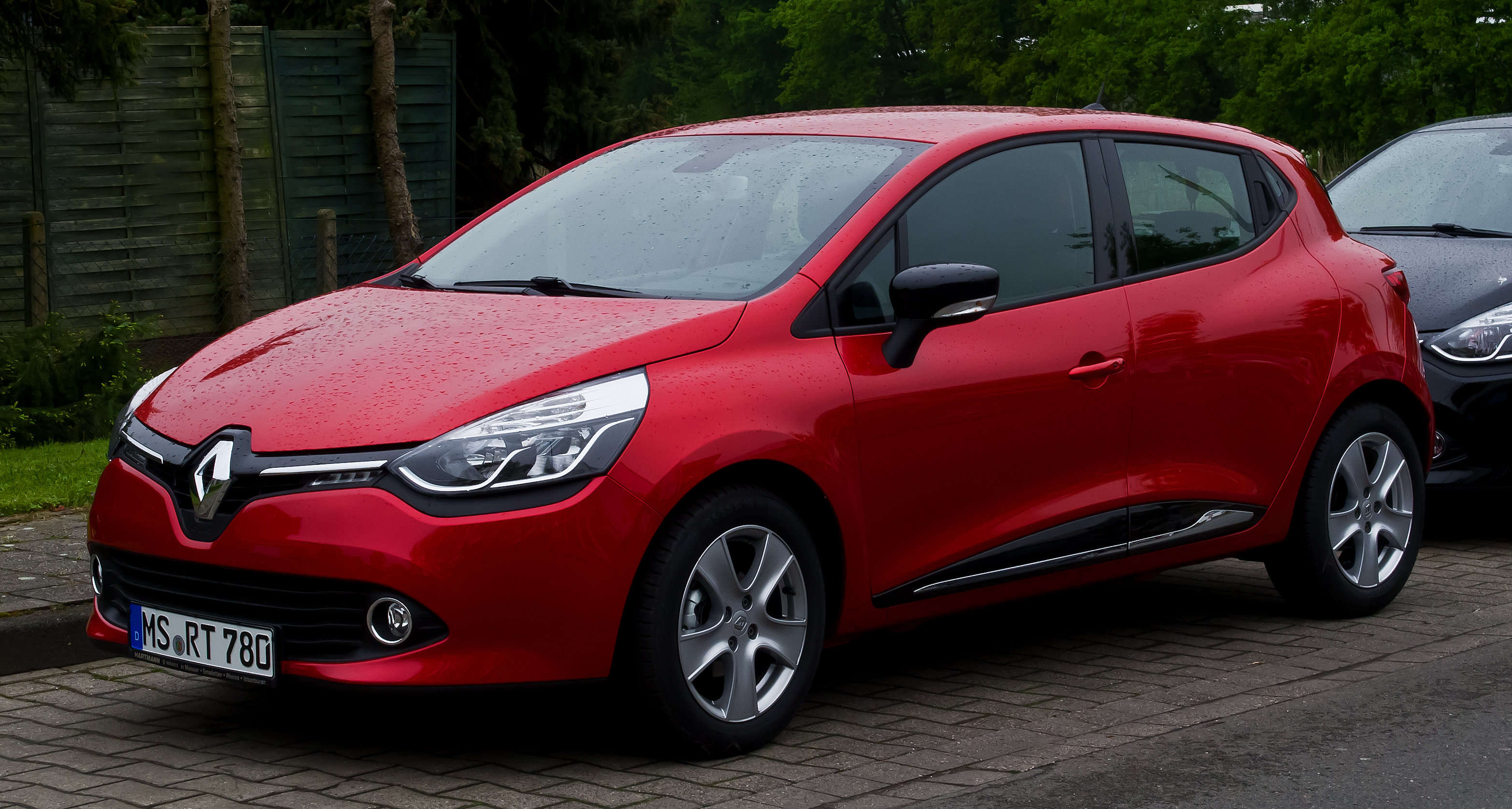
Renault Clio IV

Nel 2018 disegna l'erede della Clio di quarta generazione, la Clio V.

## Altri modelli progettati
- Bugatti EB110 (interni)
- Dacia Duster II
- Ford Bronco
- Ford 427
- Ford Model U concept
- Ford 24/7 concept
- Ford Glocar concept
- Ford Escape
- Mercury Mariner
- Mazda concept car:
  - Mazda Nagare
  - Mazda Ryuga
  - Mazda Hakaze
  - Mazda Kiyora
- Mazda 3 (2009)
- Renault Twizy
- Renault Clio IV
- Renault Espace V
- Renault Symbioz (2017)
- Renault Talisman